# لبلالات (آيت ابريم)
لبلالات هو دُوَّار يقع بجماعة شتوكة، إقليم الجديدة، جهة الدار البيضاء سطات في المملكة المغربية. ينتمي الدوّار لمشيخة آيت ابريم التي تضم 18 دوار. يقدر عدد سكانه بـ 376 نسمة حسب الإحصاء الرسمي للسكان والسكنى لسنة 2004.

## روابط خارجية
- البوابة الوطنية للجماعات الترابية نسخة محفوظة 12 مارس 2018 على موقع واي باك مشين.
- المندوبية السامية للتخطيط